# Bilistiche
Bilistiche (stgr. Βιλιστίχη), także Belistiche u Pauzaniasza i Plutarcha, Blistichis u Klemensa Aleksandryjskiego, Belestiche (III wiek p.n.e.) – grecka kurtyzana, metresa Ptolemeusza II Filadelfosa (308–246 p.n.e.), zwyciężczyni w wyścigach dwukonnych rydwanów na starożytnych igrzyskach olimpijskich w 264 p.n.e. i prawdopodobnie również w wyścigach czterokonnych rydwanów podczas igrzysk w 268 p.n.e.

## Życiorys
Pochodzenie Bilistiche nie jest jednoznacznie określone – grecki geograf Pauzaniasz w swoim traktacie Wędrówki po Helladzie, wzmiankując Bilistiche jako zwyciężczynię w olimpijskich wyścigach rydwanów w roku 264 p.n.e., napisał, że pochodziła z Macedonii. Plutarch opisuje ją jako barbarzyńską niewolnicę kupioną na targu. Na podstawie wzmianki Plutarcha sugerowano jej fenickie pochodzenie. Atenajos wzmiankuje ją w swoim dziele Deipnosophistae jako wywodzącą się z macedońskiej dynastii Argeadów.
Bilistiche była jedną z metres Ptolemeusza II Filadelfosa (308–246 p.n.e.). Władca faworyzował ją i otaczał kultem. Nadał jej eponimiczny tytuł kapłanki. Kiedy miała przynajmniej 30 lat, Bilistiche została kaneforą, czyli dziewczyną niosąca na głowie kosz z ofiarami podczas uroczystych procesji kultowych, na okres 251–251 p.n.e.; był to wówczas najwyższy urząd religijny dla kobiety. Bilistiche była kobietą zamożną – zachowały się wzmianki o pożyczce udzielonej przez nią w 239–238 p.n.e.
Poza zwycięstwem w olimpijskich wyścigach dwukonnych rydwanów w roku 264 p.n.e. Flegon z Tralles w swoim Zestawieniu olimpijskich zwycięzców i czasów wzmiankuje zwycięstwo w wyścigach czterokonnych rydwanów w 268 p.n.e. kurtyzany, którą identyfikuje się jako Bilistiche. Sponsorując własny rydwan, Bilistiche zachowywała się bardziej jak ptolemejska królowa niż jako metresa. Zarówno Berenika I (zm. 279 p.n.e.) – żona Ptolemeusza I Sotera (367–283 p.n.e.) – jak i Arsinoe II (316–270 p.n.e.) – żona Ptolemeusza II Filadelfosa – i Berenika II (267/266–221 p.n.e.) – żona Ptolemeusza III Euergetesa (284–221 p.n.e.) – wystawiały swoje rydwany w wyścigach olimpijskich.
Według Plutarcha Bilistiche była czczona przez Aleksandryjczyków jako Afrodyta Bilistiche. Data jej śmierci nie jest znana. Według Klemensa Aleksandryjskiego Bilistiche miała po śmierci spocząć najpierw w Kanoposie, a później w świątyni Serapisa w Rakotis na przedmieściach Aleksandrii.